# Dinajpur Sadar
Dinajpur Sadar è un sottodistretto (upazila) del Bangladesh situato nel distretto di Dinajpur, divisione di Rangpur. Si estende su una superficie di 354,34 km² e conta una popolazione di 484.597  abitanti (censimento 2011).